# David Palmer (Organist)
David Palmer (* im 20. Jahrhundert in Victoria/British Columbia) ist ein kanadischer Organist und Musikpädagoge.

## Leben
Palmer studierte an der University of Michigan in Ann Arbor bei Robert Glasgow. Er trat in ganz Kanada als Organist auf und gab Recitals in San Francisco, New York und Washington, in England und Frankreich – hier u. a. in der Kathedrale von Chartres und in der Kathedrale Notre-Dame de Paris. Im Radioprogramm der CBC hatte er Auftritte als Solist und mit dem Windsor Symphony Orchestra. Er war Präsident des Royal Canadian College of Organists und bis zu seiner Emeritierung Professor an der Hochschule für Musik der University of Windsor. Als Juror wirkte er an Wettbewerben des Royal Canadian College of Organists und am Second Calgary International Organ Festival mit.
Ein Spezialgebiet Palmers ist die Musik für Tasteninstrumente des Komponisten Olivier Messiaen, die er 1981 mit dessen Frau Yvonne Loriod studierte. Er gab darauf Workshops und Vorlesungen und verfasste Artikel über die Musik Messiaens. 1990 spielte er in der St.-James-Kathedrale in Toronto die kanadische Erstaufführung von dessen Livre du Saint Sacrement, die von der CBC übertragen wurde. Beim The International Congress of Organists 1993 in Toronto spielte er Auszüge aus diesem Werk.
1999 erschien Palmers CD mit der Aufnahme von Méditations sur le mystère de la Sainte Trinité, eingespielt in der Kathedrale Marie-Reine-du-Monde de Montréal. In der Jack Singer Concert Hall entstanden die Aufnahmen zu seiner 2005 erschienenen CD Canadian Organ Music Showcase. Mit Gregory Butler spielte er in der Yorkminster Park Baptist Church Orgel- und Klavierwerke für das Album Double Exposure (2008) ein. Palmer ist Organist und Chorleiter an der All Saints’ Church Windsor (Ontario).